# بنگ بنگ (ترانه ویل.آی.ام)
«بنگ بنگ» تک‌آهنگی از هنرمند اهل ایالات متحده آمریکا ویل.آی.ام است که در سال ۲۰۱۳ میلادی منتشر شد.
این تک‌آهنگ در چارت‌های در رتبه اول و در چارت‌های ، اسکاتلند، بریتانیا، جزو ده ترانه اول قرار گرفت.